# Delaware State Route 11
Die Delaware State Route 11 (kurz DE 11) ist eine in Nord-Süd-Richtung verlaufende State Route im US-Bundesstaat Delaware.

## Verlauf
Ab der Grenze zu Maryland an der Maryland State Route 302 nahe Templeville verläuft die DE 11 in Richtung Nordosten und trifft in Hartly auf die Delaware State Route 44. Nach elf Kilometern endet sie zwischen Kenton und Aspendale an der Delaware State Route 300.